# Cry About It Later
«Cry About It Later» es una canción de Katy Perry incluida en su quinto álbum de estudio de 2020 "Smile", que más tarde también apareció en su EP "Scorpio SZN" como la primera pista. La canción ganó el premio al "Best Deep Cut"  en los Bop Awards 2020.

## Video musical
El 28 de agosto de 2020, Katy Perry lanzó un video musical de dibujos animados para la canción, donde interpreta el papel de una bruja.
El video, lanzado el mismo día que el lanzamiento de "Smile" es parte de la "Smile Video Series".

## Inspiración
Katy Perry dijo que se inspiró en canciones como "Toxic" de Britney Spears, "Ride a White Horse" de Goldfrapp  y dijo: "Me encanta la vibra del recordatorio de la canción" y que es "una canción desvergonzada sobre superare alguien poniéndote debajo de alguien"

## Espectáculos en vivo
Katy Perry cantó la canción por primera vez en la Lazada Super Party, en Filipinas, en un concierto virtual. Durante el concierto también cantó "Roar", "Firework" y "Dark Horse".

## Remezcla de Bruno Martini
Como "Resilient", Katy Perry grabó una remezcla para "Cry About It Later". El remix cuenta con la colaboración del DJ Bruno Martini y Luísa Sonza, una cantante brasileña.
Para dar a conocer el remix lanzado como sencillo promocional el 23 de abril de 2021, se lanzó un video con letra en el canal oficial de Katy. La portada muestra a los tres artistas, representados con lágrimas de color naranja.